# 徐彦之
徐彦之（1897年—1940年），字子俊，山东省郓城县人。新文化运动骨干之一，是中国男女同校的首倡者之一。

## 生平
1918年在北京大学读书时与傅斯年、罗家伦等发起创办新潮社，任干事部主任，社的英文名The Renaissence也是徐所起。同年与李大钊等共同发起的少年中国学会，任北京总会常务委员会委员、交际股股长等职。
1919年1月与其他在京山东籍学生创办《曙光》杂志。1920年5月作为北京大学学生访日团团员访日。
1920年3月31日，李大钊秘密组织发起北京大学马克思学说研究会，徐是成员之一。后赴美留学。学成考取伦敦大学研究生。回国后在山东各地任教。1938年，受邀担任孔子77代孙孔德成的辅导教师。1940年在重庆遇日军空袭身亡。

## 轶事
徐彦之提倡男女同校，并为此投书报刊，竟是因为一天与两位男同学聊天觉得烦闷。